# Reintroducción del oso en Austria
La reintroducción del oso en Austria fue un proyecto de reintroducción de la especie Ursus arctos arctos en los Alpes orientales de región austriaca de Baja Austria.

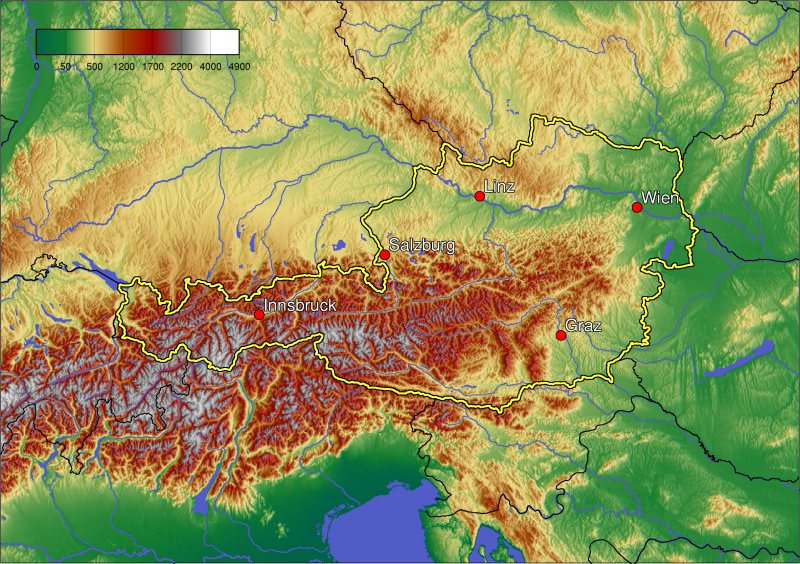
Topografía de Austria.

## Distribución del oso pardo en Austria
El oso pardo se puede encontrar en la zona central de Austria provenientes de la reintroducción así como en la zona sur colindante con la frontera con Eslovenia (originarios de la población osera eslovena en expansión) y con la frontera de Italia (osos desplazados originarios del plan de reintroducción llevado a cabo en el Trentino, Italia.

## Historia reciente del oso pardo en Austria
En 1913 se mató el último oso en Austria en la zona de Carinthia (Tirol). En zonas cercanas como Baviera el último oso se cazó en 1835 y en Suiza en 1904.
En 1972 un joven macho procedente de Eslovenia recorrió unos 300 km y se asentó en Baja Austria y en 1973 se asienta definitivamente en la región de Ötscher (a la que desde ese momento se le denomina como Ötscherbär). Esta recolonización natural tuvo como resultado la protección de la zona y un programa de reintroducción de osos encaminado a asentar nuevamente una población de osos pardos en Austria.

## Reintroducción
- En 1989 se capturó en Croacia a una osa subadulta de tres años de 79 kg de peso denominada Mira y se liberó en la zona de Ötscher donde habitaba el oso denominado Ötscherbär el 9 de junio.
- En 1992 se capturó en Croacia a una osa subadulta de seis años y 92 kg de peso llamada Cilka y se liberó en la misma zona el 9 de junio.
- En 1993 fue capturado en Eslovenia un oso de cuatro años y 114 kg de peso llamado Djuro y fue liberado en la misma zona el 11 de mayo.

## Reproducción
Los resultados de la reprodución de los osos introducidos ha sido:
Mira y Ötscherbär:
- Camada 1991: macho Nurmi (solo se tiene constancia de la supervivencia de este) y otros dos osezn@s
- Camada 1993: hembra Mona, hembra Mariedl y macho Grünau

Cilka y un oso de origen esloveno:
- Camada 1992: dos osezn@s

Mona y Djuro tuvieron: 

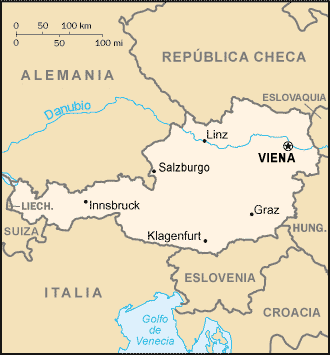
Mapa de Austria.

- Camada 1996: hembra Rosemarie y hembra Christl
- Camada 1998: macho H y otros dos osezn@s
- Camada 2000: hembras B y E (Elsa), macho F
- Camada 2002: hembra N (Nora), machos O y P

Mariedl y Djuro tuvieron: 
- Camada 1998: tres osezn@s

Rosermarie y Djuro tuvieron:
- Camada 1999: macho Stoffi y el osezn@ Ledi
- Camada 2001: hembra L y macho M (Moritz)

Hembra E (Elsa) y Djuro
- Camada 2003: Macho Q
- Camada 2006: 3 Osezn@s

En 2004 no se ha detectado ninguna camada. 
En 2005 hay una camada, se identifica a un osezn@ al que se le denomina R del que no se conoce la filiación. (¿Quizás Nora?) 

## Bajas en la población

### Con certeza
- La hembra Mira fue encontrada muerta en septiembre de 1993 producto de una hemorragia interna provocada por un accidente de tráfico o un desprendimiento, pero sus oseznos nacidos ese mismo año sobreviven a su muerte.
- El macho subadulto Nurmi de cuatro años y 181 kg (en supuesta legítima defensa) en 1995.
- El macho subadulto Grünau de 2 años y 100 kg (con permiso de las autoridades, ya que se habían dado muchos ataques de un oso, pero resultó no ser el cazado el responsable) en 1995.
- En el 2000 muere Stoffi

### Probables
- El oso Ötscherbär ya que desde 1994 en la zona que frecuentaba ya no hay presencia de ningún oso.
- Dos osezn@s de la camada de 1991 de Mira (aparte de Nurmi) que pudieron morir en 1992 desde cuando no se tiene datos suyos.
- La hembra Cilka y uno de sus oseznos mueren en 1994 casi con total seguridad por caza furtiva ya que no se la localiza a pesar de llevar transmisor, y el osezno restante de la camada es probable que muriera el mismo año.
- El osezno Ledi del que no se tiene noticia desde un mes después de su primera observación en mayo de 1999.

### Sin datos
- Mariedl desde el 2000
- Mona desde el 2004
- Christl desde el 1998 (llevaba transmisor, sospechaso).
- Camada de Mona del 98 y camada de Mariedl del 98, desde el 2000.
- B y F desde el 2002
- L desde el 2003
- O, P y Q desde el 2005

## Conclusión
Es posible que, aunque en cuanto a demografía, la reintroducción se pueda considerar un éxito, la caza furtiva y la presión de los habitantes de la zona lleve a esta pequeña población osera a la extinción a medio plazo, ya que hasta 2004 mediante la genética se detectaron entre 7-8 osos cada año, pero el número va disminuyendo cada año: en 2005 tan solo se pudo constatar la supervivencia de cinco osos: Djuro, E, M, N y R y de tres en 2006 (Djuro entre ellos). De todas maneras la orquilla tendría a 3 como mínimo (individualizados con certeza genéticamente) y 12.
Estos datos indicarían que tan solo se ha constatado la supervivencia de dos osas en 2005 y tan solo una de ellas es reproductora, con lo que cualquier accidente o furtiveo daría al traste con toda la población al dejarla sin hembras.
La población localizada en la frontera con Eslovenia dependerá de la evolución de la población osera eslovena en franco aumento pero con grandes fluctuaciones ya que se cazan unos cien osos al año lo que hace peligrar su expansión hacia Austria.
Los osos establecidos en la zona del Tirol provienen de Italia de la reintroducción en el Trentino y dependerán de su tendencia poblacional para seguir expandiéndose o no.